# Phyllergates
Phyllergates is een geslacht van vogels uit de familie van de Cettiidae. De wetenschappelijke naam van het geslacht is voor het eerst geldig gepubliceerd in 1883 door Sharpe.

## Taxonomie
Dit zijn twee soorten snijdervogels die bij nader inzien niet tot de familie Cisticolidae maar tot de Cettiidae behoren; ze zijn genetisch dus veel minder verwant aan de soorten van het geslacht Orthotomus dan aanvankelijk gedacht. Echter, deze snijdervogels worden nog vaak als soorten uit het geslacht Orthotomus gepresenteerd.
Of deze vogelsoorten net als andere snijdervogels een nest maken van twee aan elkaar "genaaide" bladeren, moet nog nader worden onderzocht.

## Soorten
De volgende soorten zijn bij het geslacht ingedeeld:
- Phyllergates cucullatus – Bergsnijdervogel
- Phyllergates heterolaemus – Mindanaosnijdervogel